# Оберамергау
Оберамергау (њем. Oberammergau) општина је у њемачкој савезној држави Баварска. Једно је од 22 општинска средишта округа Гармиш-Партенкирхен. Према процјени из 2010. у општини је живјело 5.254 становника. Посједује регионалну шифру (AGS) 9180125.

## Географски и демографски подаци
Оберамергау се налази у савезној држави Баварска у округу Гармиш-Партенкирхен. Општина се налази на надморској висини од 837 метара. Површина општине износи 30,1 km². У самом мјесту је, према процјени из 2010. године, живјело 5.254 становника. Просјечна густина становништва износи 175 становника/km².